# Емил Янев
Емил Николов Янев е български хоров и оркестров диригент и педагог, професор, обявен от музикалната критика за един от стълбовете на българската музикална култура.

## Биография
Роден е в град Пловдив на 18 декември 1932 година. Завършил е музикалното си образование в Национална музикална академия „Панчо Владигеров“ с две специалности – хорово дирижиране при професор Георги Димитров и оркестрово дирижиране при професор Асен Димитров. По-късно специализира при професор Аарвид Янсонс във Ваймар, Германия.
Умира на 23 декември 2021 г.

## Творчество
Професор Емил Янев е диригент на множество формации, между които са хоровете „Георги Кирков“, „Трудова песен“, „Септемврийци“, „Колегиум Музикум Банкя“, „Христина Морфова“. Председател е на „Балкански хоров форум“ и президент на „Федерация на хоровете на Европейския съюз“. Той е и председател на сдружение „Вива ла музика“. Автор е на аранжименти и вокални цикли, както и на десетки публикации в специализирани издания в България и в чужбина.
Освен като хоров и оркестров диригент, професор Емил Янев е познат в музикалните среди и като изявен методист и преподавател. Той има 50-годишна диригентска и педагогическа дейност, осъществена в различни хорови формации, като по-известните от тях са:
- Софийски филхармоничен хор
- хор „Георги Кирков“ – София
- Плевенска филхармония
- хор „Трудова песен“ (преименуван по-късно на „Катя Попова“) – Плевен
- Национално музикално училище „Любомир Пипков“ – София
- Държавна музикална академия „Панчо Владигеров“ – София
- Академия за музикално, танцово и изобразително изкуство – Пловдив
- Колегиум Музикум „Банкя“

Освен в България професор Емил Янев е концертирал в Белгия, Германия, Гърция, Латвия, Литва, Северна Македония, Испания, Италия, Полша, Русия, Франция, Холандия, Швейцария, Югославия, Япония и други. Има издадени 7 дългосвирещи грамофонни плочи, 7 компактдиска, 5 музикални филма, и реализирани множество студийни записи в БНР, БНТ и други.

## Обществена дейност
Паралелно с артистичните изяви професор Емил Янев развива и активна обществена дейност. Дълги години е заместник-председател на СБМТД. Бива също председател на Сдружението на българските хорови диригенти при СБМТД. Председател е на асоциация „Балкански хоров форум – България“, член на борда на директорите на Международния олимпийски хоров комитет и вицепрезидент на Европейската хорова федерация на Европейския съюз.
Професор Емил Янев многократно е ръководил диригентски курсове в България и чужбина (Гърция, Република Македония, Сърбия, Япония), изнасял е доклади на международни симпозиуми и е участвал в национални и международни журита. Автор е на студии, учебни помагала и множество други публикации, издадени в България, в Русия, САЩ и Холандия. Сред тях са първият български учебник по „Хорознание“, „Методическо ръководство по дирижиране“ и изследването „Многостранните аспекти на диригентското изкуство“.

## Отличия и награди
- Званието „Лауреат“ и златни медали от републиканските фестивали на художествената самодейност – 1964 – 1989 г.
- Първа награда от международния конкурс в Неерпелт – Белгия, 1961 г.
- Първа награда от международния конкурс в Бидгошч – Полша, 1966 г.
- Две първи и голямата награда на Световния конкурс за младежки оркестри в Керкраде – Холандия, 1971 г. (в състезание със 110 състава)
- Две първи и голямата награда на Парижката община на втория международен конкурс за младежки оркестри в Париж – Франция, 1972 г.
- Заслужил артист – 1979 г.
- „Златна лира“ – за високи артистични постижения, 1998 г.
- Лауреатски звания и златни медали от II – VII републикански фестивали и др.